# Клиди (дем Александрия)
Вижте пояснителната страница за други значения на Клиди.
Клиди (на гръцки: Κλειδί, катаревуса: Κλειδίον, Клидион) е село в Република Гърция, дем Александрия, област Централна Македония.

## География
Селото е разположено в областта Урумлък (Румлуки), на 9 m надморска височина и на 9 km югоизточно от Александрия (Гида) между реките Бистрица (Алиакмонас) и Колудей (Лудиас).

## История
Край Клиди има сводест римски мост, обявен за паметник на културата в 1976 година като единствен по рода си в Егейска Македония.

### В Османската империя
В XIX век Клиди е гръцко село в Солунска каза на Османската империя. Александър Синве („Les Grecs de l’Empire Ottoman. Etude Statistique et Ethnographique“) в 1878 година пише, че в Клиди (Klidi), Камбанийска епархия, живеят 300 гърци. В 1900 година според Васил Кънчов („Македония. Етнография и статистика“) в Клиди живеят 600 гърци християни и 80 цигани.
По данни на секретаря на Българската екзархия Димитър Мишев („La Macédoine et sa Population Chrétienne“) в 1905 година в Клиди (Klidi) живеят 400 гърци и в селото работи гръцко училище.
Според доклад на Димитриос Сарос от 1906 година Клиди и Клидийските колиби (Κλειδί καὶ Καλύβια Κλειδίου) е елиногласно село в Кулакийската епископия с 515 жители с гръцко съзнание. В селото работи начално гръцко смесено училище с 38 ученици и 1 учител.

### В Гърция
През Балканската война в 1912 година в селото влизат гръцки части и след Междусъюзническата в 1913 година Клиди остава в Гърция.
В 20-те години в селото са заселени малко гърци бежанци, които в 1928 година са само 9.
В 1949 година Клиди и съседното село Алорос (бивше Каляни, закрито в 1971 година) са откъснати от община Корифи и образуват самостоятелна община Клиди. От 1997 година до 2011 Клиди е част от дем Плати.
| Име           | Име          | Ново име    | Ново име    | Описание                 |
| ------------- | ------------ | ----------- | ----------- | ------------------------ |
| Канално езеро | Κανάλι Λίμνη | Авлаки      | Αυλάκι      |                          |
| Капетанка     | Καπετάνκα    | Капетанария | Καπεταναριά | местност на Ю от Клиди   |
| Лоломаро      | Λολομαρω     | Маро        | Μαρω        | местност на СИ от Клиди  |
| Арнаутика     | Αρναούτικα   | Елинико     | Ελληνικό    | местност на ССИ от Клиди |

| Година    | 1913 | 1920 | 1928 | 1940 | 1951 | 1961 | 1971 | 1981 | 1991 | 2001 | 2011 | 2021 |
| --------- | ---- | ---- | ---- | ---- | ---- | ---- | ---- | ---- | ---- | ---- | ---- | ---- |
| Население | 407  | 455  | 434  | 574  | 775  | 873  | 997  | 1244 | 1412 | 1347 | 1249 | 1084 |

## Личности
Родени в Клиди
- Александрос Апостолу (Αλέξανδρος Αποστόλου), гръцки андартски деец, епитроп на местното гръцко училище[10]
- Василиос Анастасиу (Βασίλειος Αναστασίου), гръцки андартски деец, епитроп на местното гръцко училище[10]
- Георгиос Караянис (Γεώργιος Καραγιάννης), гръцки андартски деец, четник[10]